# Malik Sealy
Malik Sealy (ur. 1 lutego 1970 na Bronksie w Nowym Jorku, zm. 20 maja 2000 w Minneapolis) – amerykański koszykarz, grający w lidze NBA.
W 1988 wystąpił w meczu gwiazd amerykańskich szkół średnich - McDonald’s All-American.
Ukończył studia na uniwersytecie St.John’s, po czym w 1992 roku został wybrany przez Indiana Pacers z numer 14 w pierwszej rundzie draftu NBA. Później grał w drużynach Indiana Pacers, Los Angeles Clippers, Detroit Pistons i Minnesota Timberwolves.
W 1996 wystąpił u boku Whoopi Goldberg w filmie Eddie. Jego ojciec był ochroniarzem Malcolma X.
Zginął w wypadku samochodowym 20 maja 2000 roku, kiedy wracał z imprezy urodzinowej kolegi z drużyny Minnesota Timberwolves, Kevina Garnetta. Jego samochód wjechał pod ciężarówkę prowadzoną przez pijanego kierowcę, który został skazany na 3 lata więzienia. W sezonie 1999-2000 kapitan Minnesoty Timberwolves. Numer 2, z którym występował w Minnesocie został zastrzeżony. Kevin Garnett dedykował mu swój model butów i wytatuował sobie napis Sealy.